# 大福克斯縣 (北達科他州)
大福克斯縣（英語：Grand Forks County）是美國北達科他州東部的一個縣，東鄰明尼蘇達州。面積3,729平方公里。根據美國2000年人口普查，共有人口66,109人。縣治大福克斯 (Grand Forks)。
成立於1872-73年度，縣政府組成於1875年3月2日，縣名以縣治命名（縣治位於雷德湖河與雷德河的交匯之處）。